# 白い恋人

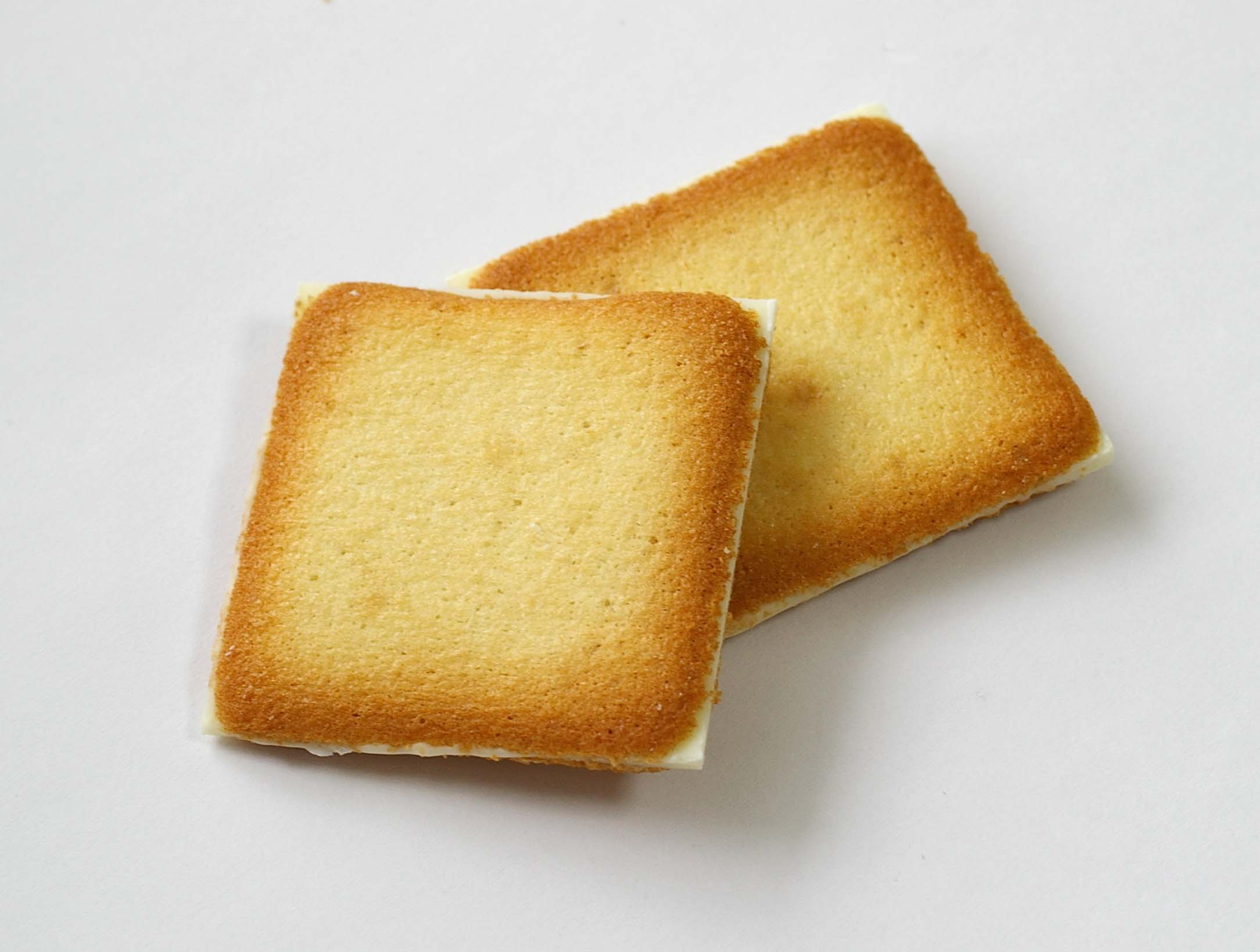
白い恋人

白い恋人（しろいこいびと）は、北海道札幌市の菓子メーカー、石屋製菓が製造・販売している洋菓子。ラング・ド・シャでチョコレートを挟んだもので、ホワイトチョコレートを挟んだ「白い恋人ホワイト」と、ミルクチョコレートを挟んだ「白い恋人ブラック」の2種類がある。パッケージは白色と水色を基調としたデザインで、中央に利尻島の利尻山の写真を配している。以下の内容は、通常発売時におけるデータである。

## 概要
1976年（昭和51年）12月に発売開始した。商品名の由来は、ある年の師走に創業者がスキーを楽しんだ帰りに「白い恋人たちが降ってきたよ。」と何気なく言った一言によるとされる。その何気ない言葉は1968年の映画｢白い恋人たち｣から連想されたと思われる。
これは、紙箱のパッケージ裏面に記載されている。商品の色が白いことが北海道の雪景色を連想させることや、北海道限定販売にしたことが功を奏し、出張や旅行の際の土産品として人気を得た。現在では年間約2億枚を売り上げるまでになり、北海道の土産といえば白い恋人という人も多い。
土産品の単品売り上げでは赤福餅（三重県）に次いで全国2位とされる。業界紙がアンケートを基に選んだ「20世紀を代表する土産品」では、2位の辛子明太子を大きく引き離して、白い恋人が1位となった。1986年（昭和61年）には、モンドセレクションにて金賞を受賞した。
かつては札幌市内の映画館や狸小路周辺（屋外では音声のみ）ではCMが流れていた。石原プロモーション製作・テレビ朝日系の刑事ドラマ『西部警察 PART-II』が日本全国縦断ロケの一環として行った、同作の第29話「燃える原野！オロフレ大戦争」（1983年1月2日放送）では、「白い恋人」の工場が写し出され、当時の石屋製菓社長の石水勲も出演、「白い恋人」が全国に知られる切っ掛けを作った。
石屋製菓がJリーグ北海道コンサドーレ札幌のオフィシャルスポンサーであるため、2018年までのユニフォームに「白い恋人」のロゴが入っており、年によっては胸の位置または背中にロゴがあった。なお、2019年のユニホームから「白い恋人」の表記を外し、企業名の「ISHIYA」に差し替えている。
札幌市西区にある「白い恋人パーク」という施設には、「白い恋人」の生産工場や、チョコレートの歴史や美術品などを見学できる「イシヤチョコレートファクトリー」、コンサドーレ札幌の練習場やクラブハウスなどがある。旧国道5号の発寒川ほとりや国道36号の札幌ドーム付近にはコンサドーレのユニフォームをイメージした巨大な広告塔が建っている。
2017年7月、札幌市に隣接する北広島市のJR北広島駅近くに地上3階建ての新工場を建設し、白い恋人を1日約110万枚生産している。
1980年9月に菓子及びパンの商標登録認可（1976年12月出願）。他にもパッケージ図柄など関連する商標登録が複数認可されている。

## パッケージ
白い恋人のパッケージは北海道利尻富士町鬼脇沼浦にある「白い恋人の丘」から見た利尻山（利尻富士）の図である。オーダーメイドで、「白い恋人」の製品パッケージに顔写真などを入れられるサービスなどもある。

## 発売・製造停止
賞味期限改竄による処分
2007年（平成19年）8月、「白い恋人」の一部商品が賞味期限を改竄して販売されていたとして問題となり、食品衛生法並びにJAS法違反で販売停止となった。そのため、2008年（平成20年）と2009年（平成21年）のコンサドーレ札幌のユニフォームは胸が「ニトリ」、背中が「白い恋人」となった。
2007年（平成19年）10月22日、島田俊平社長が記者会見を開き、同年11月15日に製造を再開し、11月22日に販売も再開することを正式に発表した。同社長は「今後は安全を最優先に販売していく」と述べ、約100日で再び店頭で販売されることになった。また賞味期限改竄事件の反省により、個別包装ごとの賞味期限の印字や製品検査の徹底が行われるようになり、生産停止を機にチョコレートの製法が改良された。
当初は通常の白い恋人のみの販売だったが、その後白い恋人ブラックや白い恋人チョコレートドリンクの製造・販売も再開している。
11月22日に、400店舗で再発売がスタートしたが、再開を待っていたファンが殺到し、各店舗とも即日完売となった。以降も品薄の状態が続き、石屋製菓は予定していた他の菓子の生産再開を一時遅らせるなどして対応していた。
新型コロナウイルスの影響による製造停止
新型コロナウイルスの感染拡大による販売不振により2020年2月20日から3月15日まで製造を停止した。

## 派生商品
1997年（平成9年）に姉妹商品として「白い恋人チョコレートドリンク」を発売した。
2003年秋に「白いロールケーキ」が発売。当初は北海道の物産展や白い恋人パークのみでの販売だったが、2011年3月3日にオンラインで全国販売が開始した。
加えて2009年12月17日「白い恋人」のホワイトチョコレートを生地に練りこんだバウムクーヘン「白いバウム TSUMUGI」の販売が開始された。

## アニメ作品
発売30周年を記念して同社シンボルマークでも知られる、寄り添う2匹の猫のキャラクターを主人公にしたオリジナルテレビアニメ（特番）『白い恋人』が2006年（平成18年）12月23日に北海道テレビ放送で放映された。2007年（平成19年）2月10日にはBS朝日でも放送された。アニメーション制作はシンエイ動画。
なお、寄り添う2匹は、アニメ作品上ではお菓子屋さんを経営する猫の夫婦「クロ」と「ユリ」と設定されている。その後、2008年（平成20年）に「プルミ」と「ラムル」と命名された。

### スタッフ
- 製作総指揮 - 石水勲
- 監督・構成 - 小栗謙一[14]
- キャラクターデザイン - 寺田順三
- 脚本 - 金高謙二、小栗謙一
- 絵コンテ・演出 - 平井峰太郎
- 作画監督 - 高倉佳彦
- 色彩設計 - 野中幸子
- 美術監督 - 西田稔
- 撮影監督 - 下村博文
- 編集 - 梶晃生、鈴木健也
- 音響監督 - 高寺たけし
- 音楽 - 宮澤謙
- 音楽・効果デザイン - 岩波昌志
- 効果 - 森山貴之
- プロダクションマネージャー - 花井ひろみ
- アニメーションプロデューサー - 大澤正享
- アニメーション制作デスク - 山崎智史
- プロデューサー - 長澤光晃、山本祐子
- 企画プロデュース - 凸版印刷株式会社、トッパンアイデアセンター
- アニメーション制作 - シンエイ動画
- 制作プロダクション - ディレクターズシステム
- 製作・著作 - 石屋製菓株式会社

### 主題歌
「光射す方へ」AYA
作詞・作曲 - 宮原彩 / 唄 - 宮原彩
バイオリン - 上里はな子 / ストリングス - MAKI STRINGS、ひばり児童合唱団

### キャスト
- クロ：鈴木琢磨
- ユリ：小林優子
- ホク：三宅華也
- カイ：米澤円
- ドウ：森愛子
- 老ネコ：大林隆介
- コウノトリ：江森浩子

## 白い恋人 PARK AIR
白い恋人 PARK AIR（しろいこいびと パークエア）は、2007年よりさっぽろ雪まつりの大通会場にて行われているスキー・スノーボードイベント。北海道テレビ放送（HTB）とのタイアップのため、会場には「HTB PARK AIR広場」の名前が付けられている。
会場ではスキー・スノーボードの競技会も開かれており、特にスノーボードについては、2014年までTOYOTA BIG AIRの一般向け予選会を兼ねていた。2016年まで、上位入賞者には賞金のほかHTBの『NO MATTER BOARD』への出演権などが贈られていた。

## CM出演者
- 安田顕（TEAM NACS）[18]

## 類似品
「どあらの恋人」「日光の恋人」（長登屋）や「二次元の恋人」（大藤）、「大阪環状線の恋人」（ジェイアール西日本デイリーサービスネット）、「黒い恋人」（札幌グルメフーズ）「白いお台場」（株式会社ショウエイ）など、「白い恋人」に類似し「恋人」を冠した菓子等の商品が日本各地で製造・販売されている。
商標権侵害訴訟
2011年11月28日に、類似する図柄のパッケージと類似名称で販売している吉本興業の模造品「面白い恋人」に関して、商標権侵害および不正競争防止法を理由に販売差し止めを求めて札幌地方裁判所に提訴した。2013年2月13日に石屋製菓と吉本興業の間で和解が成立し、吉本興業はパッケージ図柄を変更し販売を関西6府県に限ることとなった。また、石屋製菓に対する賠償金は支払われなかった。なお、石屋製菓と吉本興業は2019年に「Laugh&Sweets ゆきどけ」を同年9月20日より大丸心斎橋店の「イシヤ心斎橋」（現・ISHIYA G 大丸心斎橋店）で発売すると発表した。
セレッソの恋人
2019年3月8日、Jリーグチームのセレッソ大阪よりサポーターの向けお土産としてヘソプロダクションより白い恋人をパロディー化した新商品「セレッソの恋人」を発売することが告知された。2種類のチームロゴか、公式キャラクター「ロビー」が1枚ごとにプリントされているクッキーとラング・ド・シャである。翌日3月9日にセレッソ大阪のホームである長居陸上競技場（ヤンマースタジアム長居）でのセレッソ大阪対サンフレッチェ広島戦の会場で販売をスタートし、同年3月中旬以降はオンラインショップでも販売予定であったが、同日の午後9時51分に販売中止が発表され、販売されぬまま幻の商品となった。販売にあたり白い恋人と権利上の問題はなかったが、サポーターから寄せられた意見を協議した結果、販売中止になったという。